# Zmaj Fizir FN
Die Zmaj Fizir FN (Змај Физир ФН) ist ein zweisitziges Schulflugzeug der jugoslawischen Luftwaffe aus der Zeit vor dem Zweiten Weltkrieg. Es wurde bei Prva Srpska Fabrika Aeroplana Zivojin, Rogožarski und Albatros produziert.

## Geschichte
Die Fizir FN wurde von Rudolf Fizir entworfen und der Prototyp 1929 in seiner Fabrik in Petrovaradin hergestellt. Rudolf Fizirs Fabrik hatte jedoch nicht die Kapazität für die industrielle Produktion von Flugzeugen. Ihre Aufgabe war die Konstruktion und der Bau von Prototypen. Obwohl klein, spielte die Fabrik eine wichtige Rolle beim Aufbau der jugoslawischen Luftfahrt, da sie Luftfahrtingenieure ausbildete, die später eine wichtige Rolle in der jugoslawischen Luftfahrtindustrie spielten. Viele erfolgreiche Flugzeuge wurden hier entworfen und deren Prototypen gebaut, die später in jugoslawischen Flugzeugfabriken hergestellt wurden.

## Konstruktion
Die Fizir FN war ein zweisitziges Doppeldeckerschulflugzeug mit offenem Cockpit, das von einem Kolbenmotor angetrieben wurde. Die Tragflächen waren an den Enden abgerundet und besaßen Klappen auf den oberen und unteren Tragflächen. Das Flugzeug war eine stoffbespannte Holzkonstruktion mit festem Spornradfahrwerk. Im Laufe der Produktion wurde das Flugzeug laufend weiterentwickelt, sodass mehrere Subtypen mit unterschiedlichen Motoren entstanden sind.
Die ersten drei Flugzeuge wurde von der Zmaj Flugzeugfabrik für den Aero Club produziert. Angesichts hervorragender Flugeigenschaften beschloss die jugoslawische Luftwaffe das Flugzeug zu beschaffen, um die bislang verwendeten Schulflugzeuge zu ersetzen. Ab Anfang 1931 produzierte Zmaj die ersten 20 Fizir-FN-Serienflugzeuge mit Walter-Sternmotor und 10 mit 120-PS-Mercedes-Reihenmotor. Bis 1939 wurden 137 von Zmaj, 40 von Rogožarski hergestellt und 1940 von Albatros weitere 20 Flugzeuge dieses Typs produziert. Vor dem Krieg gab die Marineluftwaffe vier Hydro Fizir FN-H (Wasserflugzeug, H für Hydro) mit Schwimmern und mit einem stärkeren 106-kW-Walter-Mars-Motor in Auftrag. Die Produktion der letzten zehn Fizir-FN-Flugzeuge für die kroatische Luftwaffe begann 1943 in Zmaj, diese wurden aber vor Kriegsende nicht mehr ausgeliefert, sondern wurden nach der Befreiung an die jugoslawische Luftwaffe übergeben. Viele Fizir wurden während des Krieges auch von Kroatien und von Italien verwendet. Da die Fizir FN zuverlässig, leicht zu fliegen und zu warten war, blieb sie auch noch viele Jahre nach dem Krieg im Einsatz.

## Varianten

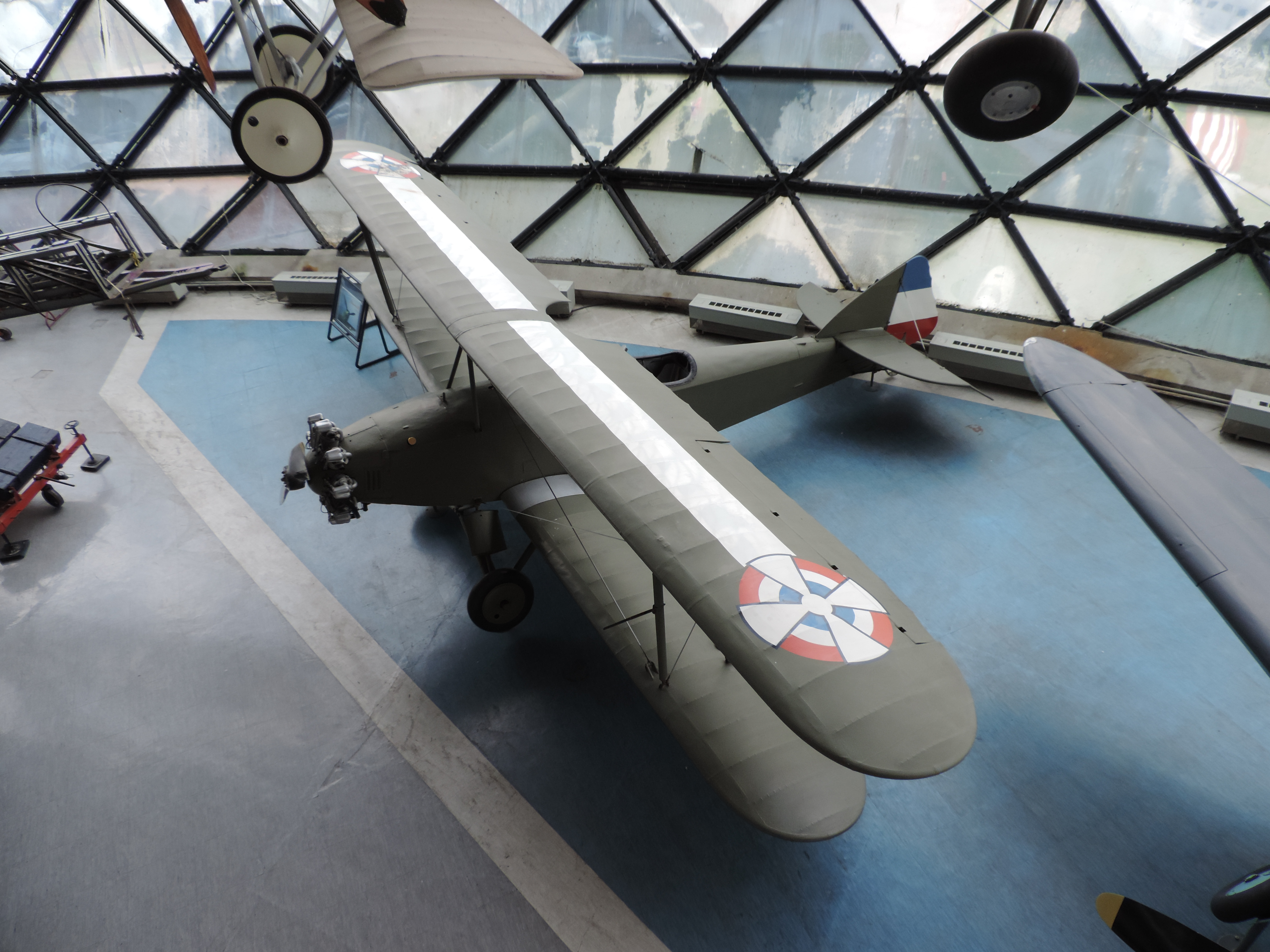
Zmaj Fizir FN – Walter im Luftwaffenmuseum in Belgrad

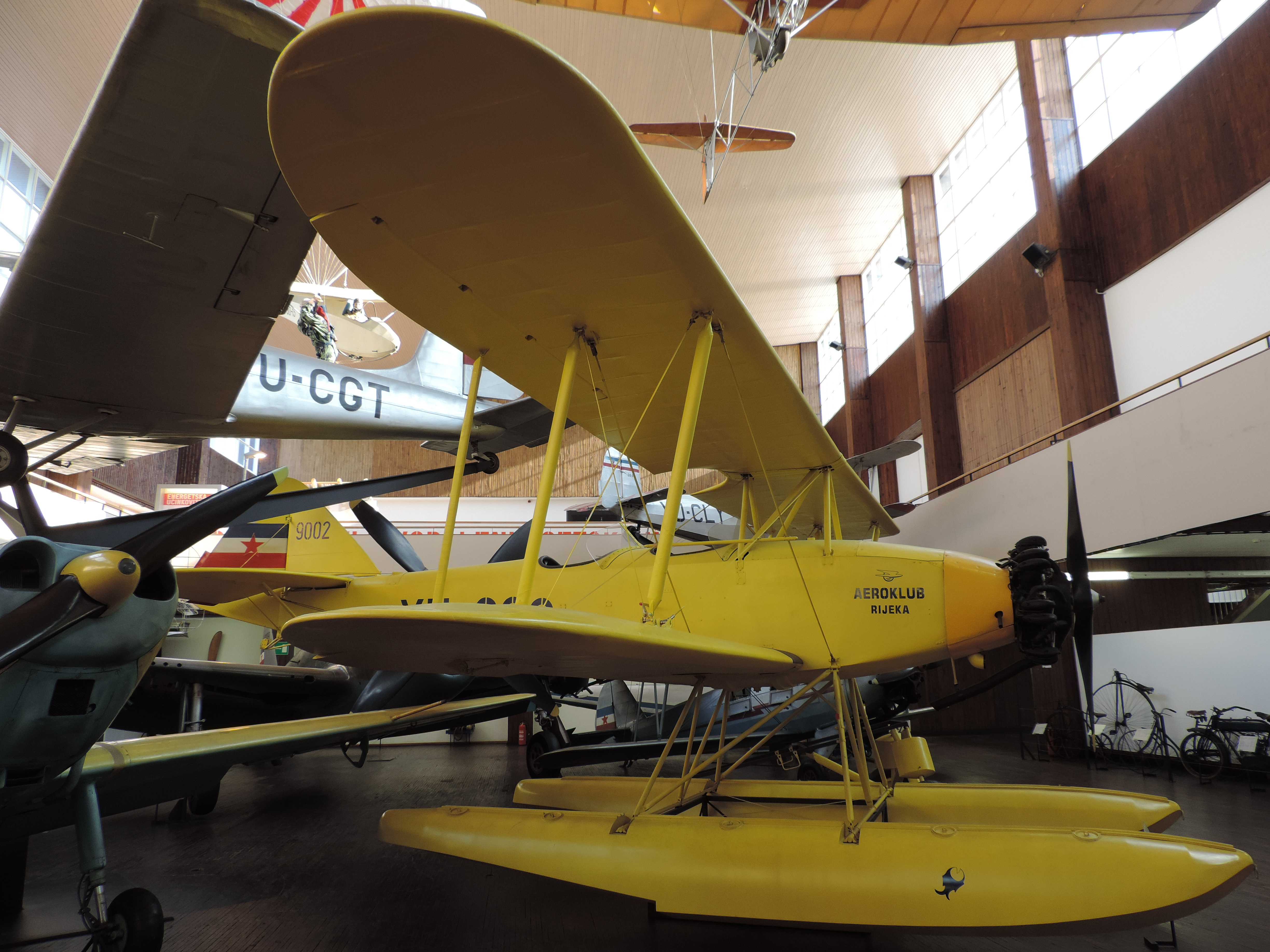
Zmaj Fizir FN-H – Walter auf Schwimmern im Technikmuseum Zagreb

- Fizir FN – Mercedes – mit einem Mercedes-Motor mit 88 kW,
- Fizir FN – Walter – mit dem Walter-NZ-120-Motor mit 88 kW
- Fizir FN – Walter-Mars – Wasserflugzeug mit dem Walter-Mars-Motor mit 106 kW

## Militärische Nutzer
- Jugoslawien: Königlich jugoslawische Luftwaffe (206 Exemplare) und Marineflieger (vier Wasserflugzeuge)
- Unabhängiger Staat Kroatien: 23 Exemplare der ehemaligen königlich jugoslawischen Luftwaffe
- Königreich Italien: mehrere Exemplare der ehemaligen königlich jugoslawischen Luftwaffe
- Jugoslawien

## Technische Daten
| Kenngröße             | Daten                                                      |
| --------------------- | ---------------------------------------------------------- |
| Besatzung             | 2                                                          |
| Länge                 | 8,80 m                                                     |
| Spannweite            | 11,20 m                                                    |
| Höhe                  | 3,10 m                                                     |
| Flügelfläche          | 32,50 m²                                                   |
| Leermasse             | 820 kg                                                     |
| max. Startmasse       | 1426 kg                                                    |
| Höchstgeschwindigkeit | 120 km/h                                                   |
| Dienstgipfelhöhe      | 6500 m                                                     |
| Reichweite            | 540 km                                                     |
| Triebwerk             | 1 × 7-Zylinder-Sternmotor Walter NZ-120 mit 88 kW (120 PS) |